# ФК Олимпик (Марсилия)
Олимпик Марсилия (на френски: Olympique de Marseille, Олимпик дьо Марсей, кратки форми ОМ и Марсилия) е френски футболен отбор, играещ в Лига 1. Основан през 1899 г., Марсилия е най-големият и най-успелият френски отбор. Единственият френски отбор, спечелил Шампионската лига (през 1993 г.), която е завършекът на петте последователни шампионски титли в Лига 1. Поради финансови нередности и последвалото изхвърляне от Лига 1, клубът не е печелил по-важен трофей вече повече от десетилетие.
Въпреки това, Марсилия е най-подкрепяният клуб във Франция и редовно играят пред пълни трибуни на своя внушителен Стад Велодром с капацитет 60 013 места. Огромната подкрепа продължава да показва непоколебима и внушителна лоялност към клуба, въпреки няколкото „средняшки“ сезона след връщането им във висшия ешелон. Привържениците се надяват Марсилия да възвърне старата си слава.
Девизът на клуба е „Droit au but“ – „Право напред“.

## История
Според Андре Гашар, бивш играч на Марсилия отпреди Първата световна война, треньор и после архивар на отбора, Олимпик Марсилия е създаден през 1892 г. Но името Олимпик Марсилия е прието през 1899 г. (Футболен клуб Марсилия от 1987 г., а преди това – Sporting Club и US Phocéenne). В началото ръгби е най-важният спорт за клуба, а девизът „Право напред“ (Droit Au But) идва именно от ръгбито. Клубът започва да се занимава с футбол през 1902 г.
През 20-те години Олимпик Марсилия се превръща в значим отбор, печелейки Купата на Франция през 1924, 1926 и 1927, а също и френския шампионат, побеждавайки парижкия Клуб Франс. Купата на Франция през 1924 година е и първият значителен трофей на клуба.
През 1932 година Олимпик Марсилия добива професионален статут, а през 1937 печели и първия си шампионатен трофей при професионалистите.
Сезонът 1942/43 е изпълнен с рекорди – 100 гола в 30 мача, при това 20 само в един мач (20:2 срещу Авиньон).
През 1952 Марсилия е напът да изпадне, но Гунар Андерсон спасява отбора си и става голмайстор с 31 гола. Същата година Марсилия понася и много тежко домакинско поражение от Сент Етиен с 3:10. През следващия сезон голмайстор отново става Гунар Андерсон с 35 гола. В последвалите сезони Марсилия губи битката за оставане и изпада за първи път в историята си през 1959 година. През сезон 1962/63 успява да се върне в първа дивизия, но там завършва последен, изпада отново и до 1965 година играе във втория ешелон.
През 1965 година президент става Марсел Льоклерк и клубът бележи подем. Завръща се в първа дивизия през 1965/66, печели купата на страната през 1969, а също и титлата през 1971 година. През 1972 година обаче футболната федерация отказва да даде на Марсилия правото трима чужденци да се състезават за отбора, тъй като вече била изпълнена максималната квота от двама чужди играчи. Льоклерк бил упорит човек и заплашил лигата, че ще изтегли отбора си. Клубът обаче отказал да го последва и Льоклерк бил уволнен. Последвала криза за клуба, който изпада във втора дивизия. Марсилия все пак успява да се върне в първа дивизия през 1984 година.
През 1986 година Бернар Тапи става президент на клуба и успява да изгради най-силния френски тим. От 1989 до 1992 Марсилия печели първенството 4 пъти поред, а през 1993 печели и Шампионска лига 1992-93 на финала срещу Милан.
През 1994 обаче поради финансови неуредици и скандал за уговорени мачове отборът е изхвърлен във втора дивизия, където изиграва 2 сезона. Марсилия се завръща в първа дивизия през 1996 година с подкрепата на собственика на Адидас Робърт Луис-Драйфус. През сезон 1998/99 клубът чества своята стогодишнина и събира отбор от звезди, но въпреки това завършва на второ място след Бордо. Също така и участва на финала за Купата на УЕФА през 1999 година, изгубен срещу Парма.

## Стадион
От 1904 до 1937 година Марсилия играят на Stade de l'Huveaune. Стадионът, с капацитет 15 000 души, е ремонтиран през 20-те години, благодарение на финансовата подкрепа от страна на привържениците. Клубът използвал стадиона да застави общината на града да намали наема на Стад Велодром. Стадионът претърпял подобрения за Световното първенство през 1998 г. и се превърнал в огромен терен, състоящ се от две извити трибуни (северна и южна), които подслоняват фен групите, а също и от главната трибуна, Жан Боен и трибуната Ганай. В днешно време отборът редовно играе пред почти пълен стадион Велодром, който е с капацитет 60 013 места.

## Състав

### Настоящ състав
Към 6 август 2025 г.

## Успехи
Национални:
- Лига 1:
  -  Шампион (9): 1936/37, 1947/48, 1970/71, 1971/72, 1988/89, 1989/90, 1990/91, 1991/92, 2009/10
  -  Вицешампион (11): 1937/38, 1938/39, 1969/70, 1974/75, 1986/87, 1993/94, 1998/99, 2006/07, 2008/09, 2010/11, 2012/13
  -  Бронзов медал (6): 1933/34, 1948/49, 1972/73, 2002/03, 2007/08, 2022/23
- Лига 2:
  -  Шампион (1): 1994/95
- Купа на Франция:
  -  Носител (10): 1924, 1926, 1927, 1935, 1938, 1943, 1969, 1972, 1976, 1989
  -  Финалист (9): 1934, 1940, 1954, 1986, 1987, 1991, 2006, 2007, 2016
- Купа на френската лига:
  -  Носител (3): 2009/10, 2010/11, 2011/12
- Суперкупа на Франция: (Trophée des champions)
  -  Носител (2): 2010, 2011
- Суперкупа на Франция: (Challenge des champions (1955 – 1986))
  -  Носител (1): 1971
- Финалист (1): 1969, 1972
- Шампионат на Франция USFSA (1894 – 1919):'
  -  Шампион (1): 1919
- Шампионат на Франция FFF (1927 – 1929):'
  -  Шампион (1): 1927
- Шампионат на Франция Свободна зона (1939 – 1945):'
  -  Шампион (1): 1941
- Купа Шарл Драго (1953 – 1965):
  -  Финалист (1): 1957

Международни:
- КЕШ:
  -  Носител (1): 1992/93
  -  Финалист (1): 1990/91
- Купа на УЕФА/Лига Европа:
  -  Финалист (3): 1998/89, 2003/04, 2017/18
- Интертото:
  -  Носител (1): 2005

Регионални:
- Средиземноморска лига (1920 – 1976):
  -  Шампион (4): 1927, 1929, 1930, 1931
  -  Вицешампион (4): 1921, 1922, 1924, 1925
- Шампионат на бреговата линия USFSA:
  -  Шампион (10): 1900, 1901, 1902, 19032, 1904, 1905, 1906, 1907, 1908, 1919
  -  Вицешампион (6): 1909, 1910, 1911, 1912, 1913, 1914
- Купа на Прованс:
  -  Носител (4): 1924, 1930, 1931, 1932
  -  Финалист (4): 1925, 1927, 1928, 1929

Други:
- Купа на Меранвил дьо Сен-Клер:
  -  Носител (1): 1906
- Турнир на Синдиката на алжирските журналисти:
  -  Носител (1): 1935
- Турнир на Националната отбрана:
  -  Носител (1): 1939
- Трофей Драго:
  -  Носител (1): 1966
- Турнир на Оксер:
  -  Носител (1): 1988
- Турнир на Марсилия:
  -  Носител (1): 1990
- Турнир на Париж:
  -  Носител (1): 1991
- Купа на Средиземноморието
  -  Носител (1): 1995
- Кралска купа на Женева:
  -  Носител (1): 2000
- Предизвикателството на келтската ТВ Breizh:
  -  Носител (1): 2001
- Турнир на ибн Батута:
  -  Носител (1): 2004
- Трофей на град Барселона:
  -  Носител (1): 2005
- Предизвикателството на Мишел Морети
  -  Носител (1): 2008
- Трофей Робер Луи-Драйфус
  -  Носител (2): 2010, 2015
- Трофей Коста Брава
  -  Носител (1): 2016
- EA Ligue 1 Games
  -  Носител (1): 2019

## Известни футболисти
- Фабиен Бартез
- Жан-Пиер Папен
- Жан Тигана
- Мануел Аморос
- Крис Уодъл
- Базил Боли
- Франк Созе
- Дидие Дешам
- Марсел Десаи
- Абеди Пеле
- Руди Фьолер
- Ален Бокшич
- Енцо Франческоли
- Карл-Хайнц Фьорстер
- Франк Рибери
- Самир Насри
- Робер Пирес
- Ерик Кантона
- Джибрил Сисе
- Лоран Блан
- Драган Стойкович
- Дидие Дрогба

## Български футболисти
- Йордан Лечков: 1996/97 - (28 мача - 2 гола)